# Station Giżycko
Station Giżycko is een spoorwegstation in de Poolse plaats Giżycko.